# Erebia terocellata
Erebia terocellata är en fjärilsart som beskrevs av Ruggero Verity 1953. Erebia terocellata ingår i släktet Erebia och familjen praktfjärilar. Inga underarter finns listade i Catalogue of Life.